# ヤマコー
株式会社ヤマコーは、山形県山形市に本社を置く、同県内陸部を地盤とするユトリアグループの中核企業である。旧称は山形交通。

## 概要
1943年（昭和18年）10月1日、戦時体制下の陸運統制によって、山形県の地方私鉄会社であった三山電気鉄道・尾花沢鉄道・高畠鉄道とバス会社であった山形交通自動車商会・今村自動車の5社が合併。さらに置賜、村山、最上の個人運輸事業者を吸収し、山形交通として発足した。存続会社は三山電気鉄道。戦後1948年（昭和23年）には、山形市 - 上山町（現：上山市）間にトレーラーバスの運行を開始し、加えて、山形市 - 米沢市 - 長井町（現：長井市）では急行バスの運行も始めた。
高度経済成長期には県内においても観光ルートの整備が進み、それに沿って白布温泉まで定期バスの運行を始めたほか、蔵王エコーラインが開通した際には刈田岳までバスの運行を開始した。1972年（昭和47年）6月には、県都における路線バス運行の拠点として建設していたバスターミナルである山交ビルが山形駅前通り沿いに開業した。しばらくは鉄道とバスを併営する運輸業者であったが、1974年（昭和49年）までに鉄道線は全廃した。また、モータリゼーションの進展によって県内陸地方全域に展開していた路線バス網も、乗客の減少に歯止めがかからず、多くの路線が廃止あるいは自治体バスへの転換が図られた。
1960年代後半から経営の多角化に乗り出し、1975年（昭和50年）4月には不二家との合弁で山交フッドサービス（現：不二家東北）を設立。さらに1984年（昭和59年）には、富士ゼロックス（現:富士フイルムビジネスイノベーション）からの呼びかけに応じ、山形OA機器（現：富士フイルムBI山形）を設立するなど、多くの関連会社を設立した。また山形新聞・山形交通グループ（グループ連合会長服部敬雄）を形成し、グループ内の主軸の1社として県内において大きな影響力を行使していた。
1993年（平成5年）にCIを導入の上で、バス車体に描かれているロゴマーク「ユトリア」を制定した。「ユトリア」とは「ユートピア」と「ゆとり」の造語で、ゆとり社会をひらくグループの方向性を表すとしている。以後、グループ企業群はユトリアグループと総称される。
1997年（平成9年）10月1日に山形交通が観光レジャー事業を強化することを目的に、グループ企業であった山交興業、山交観光、山交ランド、山交商事、東京バス観光などを合併し、同年12月、社名を山形交通からヤマコーに変更した。またバス事業は山交バスとして分離し、独立採算を徹底させる方策を執った。このほかパチンコホール会社の設立を一時模索したが、それを断念した上でアサヒビールなどからの出資を得てヤマコーアサヒビール園を設立した。
2000年代に入り、蔵王温泉スキー場の利用客減少による索道事業等の不振、不況の長期化、さらに会計基準の変更に伴う退職給付債務の表面化や土地の含み損に対する減損会計の適用、加えて利益剰余金の減少によって貸借対照表も痛んだため、ヤマコーは時代の変遷に対応するため抜本的な経営改革に入った。こうした中、天元台高原スキー場の運営会社である天元台の清算を決断した一方で、上山市が資本参加撤退の意向を示した蔵王坊平高原のスキー場である蔵王坊平ライザワールドスキー場などを運営する第三セクター「蔵王エコーランド」の株式を、すべて同市から取得し、ヤマコーの関連会社であるヤマコーリゾートと合併させた。また2000年（平成12年）にオープンした天童市のわくわくランド内の物販施設「ゆとりプラザ」の撤退など、事業の選択と集中を断行した。
2011年（平成23年）4月には高齢化社会の到来を踏まえ、ヤマコーを母体として社会福祉法人ユトリア会を設立。同会が山形市内で高齢者施設を運営しているほか、2017年4月、東根市に保育園と特別養護老人ホームを開設した。

## 沿革
- 1943年（昭和18年）10月1日 - 三山電気鉄道を存続会社として、高畠鉄道・尾花沢鉄道・山形交通自動車商会・今村自動車を戦時統合により合併し、山形交通株式会社発足[4]。
- 1970年（昭和45年）9月10日 - 尾花沢線（旧尾花沢鉄道）を廃止。
- 1974年（昭和49年）11月18日 - 三山線（旧三山電気鉄道）・高畠線（旧高畠鉄道）を廃止、鉄道事業から撤退。
- 1993年（平成5年）10月 - ユトリアのCIロゴ導入。
- 1997年（平成9年）10月1日 - バス事業を山交バスに分社、企業グループ名を「ユトリアグループ」とし、株式会社ヤマコーに社名変更。
- 1999年（平成11年）4月 - リナワールド事業部を「リナワールド」、旅行事業部の一部を「山交観光」に再分社した上で子会社化[16]。
- 2004年（平成16年）4月 - 旅行事業部を山交観光に統合[16]。
- 2014年（平成26年）10月 - 索道事業を蔵王観光開発に承継[16]。
- 2024年（令和6年）4月 - リナワールドを吸収合併し、リナワールド事業部を再設立[17]。

## 事業内容
- 不動産事業部 - 主に県内におけるマンション・商業ビル・駐車場賃貸および不動産用地の開発、テナントの誘致。
- コミュニティ事業部 - 山交ビル（山形市・バスターミナル併設）の管理。
- 商事事業部 - 業務用食品等の卸・小売。
- リナワールド事業部 - 遊園地リナワールド（旧山交ランド）の運営。

## グループ企業
連結子会社
- 山交バス - 乗合・貸切バス、自動車整備。
- 山交ハイヤー - タクシー、貸切バス。
- 蔵王観光開発 - 索道。
- 蔵王ゴルフ - 蔵王カントリークラブの運営。
- 山交観光 - 旅行代理店。
- 山交保険サービス - 保険代理業。
- 月山観光開発株式会社 - 索道・飲食・物販。月山スキー場の運営。
- 蔵王ライザワールド -  旅館・索道。蔵王坊平ライザワールドスキー場の運営。
- 富士フイルムBI山形 - 富士フイルムビジネスイノベーションの特約店。

持分法適用会社
- 蔵王ロープウェイ

関連団体
- 社会福祉法人ユトリア会
  - ユトリアケアセンターかすみ - ヤマコーが所有していた山形駅前のテナントビルを取り壊し、高齢者向け施設を建設。
  - ユトリアケアセンターなりさわ
  - 特別養護老人ホームおおとみ
  - おおとみ保育園

### 主なかつてのグループ企業
- 山交興業 - 1961年（昭和36年）設立。淵源は酒販、不動産業。山交ビル、ファーストフード店、ボウリング場の運営、さらにダイエーと提携を結びスーパーマーケットである「ヤマコーストア」を運営。元木店（山形市）、新庄店（新庄市）、尾花沢店（尾花沢市）、長井店（長井市）、高畠店（高畠町）を擁した[18]。後年にスーパー部門が分社され、山交ダイエーを経て、東北スーパーマーケットダイエーとなり清算。
- ヤマコーアサヒビール園 - 1997年8月1日、山形市鉄砲町の旧山交本社敷地内に山形店をオープン[19]。さらに蔵王店も開設したが、消費不況や狂牛病の影響から客足が遠のき、2002年（平成14年）春までに両店は閉園、会社は清算した[20]。山形店跡地にはベガスベガス鉄砲町店が立地。
- 山交ホーム - 住宅・不動産販売。清算[8]。
- 不二家東北 - 1975年（昭和50年）4月、不二家との合弁で山形・宮城・岩手・秋田・青森地区におけるエリアフランチャイザーである山交フッドサービスとして設立。不二家洋菓子の製造卸、山交ビル、ヤマコー長井店等において不二家レストランを出店。その後ユトリア不二家への商号変更を経て合弁解消、不二家100 %出資の子会社となり現社名となった。